# Chassignieu
Chassignieu – miejscowość i gmina we Francji, w regionie Owernia-Rodan-Alpy, w departamencie Isère.
Według danych na rok 1990 gminę zamieszkiwało 188 osób, a gęstość zaludnienia wynosiła 36 osób/km² (wśród 2880 gmin regionu Rodan-Alpy Chassignieu plasuje się na 1439. miejscu pod względem liczby ludności, natomiast pod względem powierzchni na miejscu 1499.).